# Longué-Jumelles
Longué-Jumelles är en kommun i departementet Maine-et-Loire i regionen Pays de la Loire i nordvästra Frankrike. Kommunen ligger i kantonen Longué-Jumelles som tillhör arrondissementet Saumur. År 2022 hade Longué-Jumelles 6 583 invånare.

## Befolkningsutveckling
Antalet invånare i kommunen Longué-Jumelles
| Referens: INSEE |